# Ça n'arrive qu'à moi
Pour plus de détails, voir Fiche technique et Distribution.
Ça n'arrive qu'à moi est un film français réalisé par Francis Perrin, sorti le 30 janvier 1985.

## Synopsis
Un homme malchanceux se retrouve dans les galères d'une belle jeune femme poursuivie par des maîtres-chanteurs.

## Fiche technique
Source IMDb
- Titre : Ça n'arrive qu'à moi
- Réalisation : Francis Perrin
- Scénario : Gilles Jacob et Didier Jacob, adapté par Francis Perrin et Gilles Jacob
- Production : Alain Sarde
- Société de production : Films A2 et Sara Films
- Musique : Philippe Sarde
- Photographie : Didier Tarot
- Montage : Ghislaine Desjonquères
- Décors : Jean-Baptiste Poirot
- Costumes : Melusine Shamber
- Pays de production :  France
- Format : Couleur (Eastmancolor)
- Durée : 95 minutes
- Lieux de tournage : Bonneval-sur-Arc (Savoie), Paris, Tignes, Val-d'Isère
- Date de sortie :
  - France : 31 janvier 1985
- Affiche : Jean Mascii (France)

## Distribution
Source IMDb
- Francis Perrin : François Pépin
- Véronique Genest : Prudence
- François Perrot : Batala
- Roland Blanche : Le facteur
- Tony Librizzi : Un acolyte
- Eloïse Beaune : L'hôtesse
- Maurice Jacquemont : Le curé
- Claudine Delvaux : La patronne du bistrot
- Antoine Bessis : François, enfant
- Frédéric Mestre : Jimmy
- Christiane Minazzoli : Mme Guilledou
- Bernard Blier : M. Guilledou